# Supercupa Poloniei
Supercupa Poloniei (în poloneză Superpuchar Polski) este o competiție de fotbal anuală din Polinia, ce constă dintr-un singur meci între campioana din Ekstraklasa și câștigătoarea Cupei Poloniei.

## Ediții
| An   | Host City      | Campioana Ligii  | Scor       | Campioana Cupei       |
| ---- | -------------- | ---------------- | ---------- | --------------------- |
| 1983 | Gdańsk         | Lech Poznań      | 0–1        | Lechia Gdańsk         |
| 1987 | Białystok      | Górnik Zabrze    | 0–2        | Śląsk Wrocław         |
| 1988 | Piotrków Tryb. | Górnik Zabrze    | 2–1        | Lech Poznań           |
| 1989 | Zamość         | Ruch Chorzów     | 0–3        | Legia Varșovia        |
| 1990 | Bydgoszcz      | Lech Poznań      | 3–1        | Legia Varșovia        |
| 1991 | Włocławek      | Zagłębie Lubin   | 1–1 (2–3p) | GKS Katowice          |
| 1992 | Lubin          | Lech Poznań      | 4–2        | Miedź Legnica         |
| 1994 | Płock          | Legia Varșovia   | 6–4        | ŁKS Łódź              |
| 1995 | Rzeszów        | Legia Varșovia   | 0–1        | GKS Katowice          |
| 1996 | Wodzisław Śl.  | Widzew Łódź      | 0–0 (5–4p) | Ruch Chorzów          |
| 1997 | Varșovia       | Widzew Łódź      | 1–2        | Legia Varșovia        |
| 1998 | Grodzisk Wlkp. | ŁKS Łódź         | 0–1        | Amica Wronki          |
| 1999 | Ostrowiec Św.  | Wisła Kraków     | 0–1        | Amica Wronki          |
| 2000 | Płock          | Polonia Varșovia | 4–2        | Amica Wronki          |
| 2001 | Starachowice   | Wisła Kraków     | 4–3        | Polonia Varșovia      |
| 2004 | Poznań         | Wisła Kraków     | 2–2 (1–4p) | Lech Poznań           |
| 2006 | Varșovia       | Legia Varșovia   | 1–2        | Wisła Płock           |
| 2007 | Lubin          | Zagłębie Lubin   | 1–0        | GKS Bełchatów*        |
| 2008 | Ostrowiec Św.  | Wisła Kraków     | 1–2        | Legia Varșovia        |
| 2009 | Lubin          | Wisła Kraków     | 1–1 (3–4p) | Lech Poznań           |
| 2010 | Płock          | Lech Poznań      | 0–1        | Jagiellonia Białystok |
| 2012 | Varșovia       | Śląsk Wrocław    | 1–1 (4–2p) | Legia Varșovia        |
| 2014 | Varșovia       | Legia Varșovia   | 2–3        | Zawisza Bydgoszcz     |
| 2015 | Poznań         | Lech Poznań      | 3–1        | Legia Varșovia        |
| 2016 | Varșovia       | Legia Varșovia   | 1–4        | Lech Poznań           |

- The cup winner resigned . The 2nd placed team in the Polish First league, GKS Bełchatów, replaced the cup winner.

## Performanță după club
| Echipa                | Câștigătoare | Finalistă | Anii câștigători                   | Anii pierdanți                           |
| --------------------- | ------------ | --------- | ---------------------------------- | ---------------------------------------- |
| Lech Poznań           | 6            | 3         | 1990, 1992, 2004, 2009, 2015, 2016 | 1983, 1988, 2010                         |
| Legia Varșovia        | 4            | 7         | 1989, 1994, 1997, 2008             | 1990, 1995, 2006, 2012, 2014, 2015, 2016 |
| Amica Wronki          | 2            | 1         | 1998, 1999                         | 2000                                     |
| GKS Katowice          | 2            | 0         | 1991, 1995                         | –                                        |
| Śląsk Wrocław         | 2            | 0         | 1987, 2012                         | –                                        |
| Wisła Kraków          | 1            | 4         | 2001                               | 1999, 2004, 2008, 2009                   |
| Górnik Zabrze         | 1            | 1         | 1988                               | 1987                                     |
| Widzew Łódź           | 1            | 1         | 1996                               | 1997                                     |
| Polonia Varșovia      | 1            | 1         | 2000                               | 2001                                     |
| Zagłębie Lubin        | 1            | 1         | 2007                               | 1991                                     |
| Lechia Gdańsk         | 1            | 0         | 1983                               | –                                        |
| Wisła Płock           | 1            | 0         | 2006                               | –                                        |
| Jagiellonia Białystok | 1            | 0         | 2010                               | –                                        |
| Zawisza Bydgoszcz     | 1            | 0         | 2014                               | –                                        |
| Ruch Chorzów          | 0            | 2         | –                                  | 1989, 1996                               |
| ŁKS Łódź              | 0            | 2         | –                                  | 1994, 1998                               |
| Miedź Legnica         | 0            | 1         | –                                  | 1992                                     |
| GKS Bełchatów         | 0            | 1         | –                                  | 2007                                     |